# Campeonato Asiático de Atletismo em Pista Coberta de 2006
A 2ª edição do Campeonato Asiático de Atletismo em Pista Coberta foi o evento esportivo organizado pela Associação Asiática de Atletismo (AAA) no Indoor Athletics Stadium, em Pattaya na Tailândia no período de 10 e 12 de fevereiro de 2006. Foram disputados 26 provas no campeonato, no qual participaram 192 atletas de 25 nacionalidades. 

## Medalhistas
Masculino
| Evento                   | Ouro                                                                                 | Ouro     | Prata                         | Prata    | Bronze                            | Bronze   |
| 60 m                     | Gong Wei · China                                                                     | 6.64     | Wachara Sondee · Tailândia    | 6.65     | Vyacheslav Muravyev · Cazaquistão | 6.67     |
| 400 m                    | Mohammed Al-Rawahi Omã                                                               | 47.90 ,  | Jukkatip Pojaroen · Tailândia | 48.62    | Yevgeniy Meleshenko · Cazaquistão | 48.65    |
| 800 m                    | Salem Amer Al-Badri · Catar                                                          | 1:50.93  | Adam Ali · Catar              | 1:51.29  | Ghamanda Ram · Índia              | 1:51.45  |
| 1500 m                   | Daham Najim Bashir · Catar                                                           | 3:44.04  | Saleh Marzouk · Bahrein       | 3:46.29  | Pritam Bind · Índia               | 3:47.23  |
| 3000 m                   | Saif Saaeed Shaheen · Catar                                                          | 7:39.77  | Tareq Mubarak Taher · Bahrein | 7:49.84  | Aadam Ismaeel Khamis · Bahrein    | 7:50.10  |
| 60 m com barreiras       | Liu Lilu · China                                                                     | 7.79     | Chen Ming · China             | 7.84     | Mohd Faiz Mohamed · Malásia       | 7.91     |
| Revezamento 4x400 m      | Tailândia · Jukkatip Pojaroen · Banjong Lachua · Tulapong Sutaso · Supachai Phachsay | 3:15.53  | Sem premiação                 |          | Sem premiação                     |          |
| Salto em altura          | Naoyuki Daigo · Japão                                                                | 2.17     | Salem Nasser · Bahrein        | 2.13     | Huang Haiqiang · China            | 2.13     |
| Salto com vara           | Daichi Sawano · Japão                                                                | 5.60     | Yang Yansheng · China         | 5.40     | Aleksandr Akhmedov · Cazaquistão  | 5.30     |
| Salto em distância       | Zhang Xin · China                                                                    | 7.76     | Daisuke Arakawa · Japão       | 7.75     | Saleh Al-Haddad · Kuwait          | 7.52     |
| Salto triplo             | Roman Valiyev · Cazaquistão                                                          | 16.24    | Mohammad Hazouri Síria        | 16.20    | Yevgeniy Ektov · Cazaquistão      | 15.93    |
| Arremesso de peso (6 kg) | Sarayudh Pinitjit · Tailândia                                                        | 17.49    | Mashari Mohammad · Kuwait     | 17.29    | Sergey Rubtsov · Cazaquistão      | 16.89    |
| Heptatlo                 | Pavel Dubitskiy · Cazaquistão                                                        | 5619 pts | Hsiao Szu-pin · Taipé Chinesa | 5563 pts | Pavel Andreev · Uzbequistão       | 5421 pts |

Feminino
| Evento                   | Ouro                            | Ouro     | Prata                             | Prata    | Bronze                             | Bronze   |
| 60 m                     | Nongnuch Sanrat · Tailândia     | 7.48     | Sangwan Jaksunin · Tailândia      | 7.54     | Orranut Klomdee · Tailândia        | 7.59     |
| 400 m                    | Anna Gavriushenko · Cazaquistão | 54.89    | Saowalee Kaewchuay · Tailândia    | 55.15    | Marina Ivanova · Cazaquistão       | 57.26    |
| 800 m                    | Zamira Amirova · Uzbequistão    | 2:07.01  | Sinimol Paulose · Índia           | 2:07.39  | Viktoriya Yalovtseva · Cazaquistão | 2:08.92  |
| 1500 m                   | Sinimol Paulose · Índia         | 4:18.29  | O. P. Jaisha · Índia              | 4:18.50  | Svetlana Lukasheva · Cazaquistão   | 4:19.50  |
| 3000 m                   | Zhu Xiaolin · China             | 9:25.60  | Sun Weiwei · China                | 9:25.69  | O. P. Jaisha · Índia               | 9:26.72  |
| 60 m com barreiras       | Zhang Rong · China              | 8.40     | Natalya Ivoninskaya · Cazaquistão | 8.49     | Dedeh Erawati · Indonésia          | 8.54     |
| Revezamento 4x400 m      | Cazaquistão                     | 3:41.39  | Tailândia                         | 3:42.28  | Índia                              | 3:53.24  |
| Salto em altura          | Marina Aitova · Cazaquistão     | 1.93     | Tatyana Efimenko · Quirguistão    | 1.91     | Svetlana Radzivil · Uzbequistão    | 1.91     |
| Salto com vara           | Ikuko Nishikori · Japão         | 4.20 =   | Mami Nakano · Japão               | 4.10     | Sun Lei · China                    | 4.00     |
| Salto em distância       | Maho Hanaoka · Japão            | 6.40     | Anju Bobby George · Índia         | 6.32     | Olesya Belyayeva · Cazaquistão     | 6.29     |
| Salto triplo             | Yelena Parfenova · Cazaquistão  | 13.91    | Olesya Belyayeva · Cazaquistão    | 13.33    | Thitima Muangjan · Tailândia       | 12.64    |
| Arremesso de peso (6 kg) | Qian Chunhua · China            | 17.12    | Juttaporn Krasaeyan · Tailândia   | 15.34    | Hamida Al-Habsi Omã                | 9.87     |
| Pentatlo                 | Olga Rypakova · Cazaquistão     | 4582 pts | Liu Haili · China                 | 4220 pts | Wassana Winatho · Tailândia        | 4168 pts |

## Quadro de medalhas
| Ordem | País          | Ouro | Prata | Bronze |    |
| 1     | Cazaquistão   | 7    | 2     | 9      | 18 |
| 2     | China         | 6    | 4     | 2      | 12 |
| 3     | Japão         | 4    | 2     | 0      | 6  |
| 4     | Tailândia     | 3    | 6     | 3      | 12 |
| 5     | Catar         | 3    | 1     | 0      | 4  |
| 6     | Índia         | 1    | 3     | 4      | 8  |
| 7     | Uzbequistão   | 1    | 0     | 2      | 3  |
| 8     | Omã           | 1    | 0     | 1      | 2  |
| 9     | Bahrein       | 0    | 3     | 1      | 4  |
| 10    | Kuwait        | 0    | 1     | 1      | 2  |
| 11    | Taipé Chinesa | 0    | 1     | 0      | 1  |
| 11    | Quirguistão   | 0    | 1     | 0      | 1  |
| 11    | Síria         | 0    | 1     | 0      | 1  |
| 14    | Indonésia     | 0    | 0     | 1      | 1  |
| 14    | Malásia       | 0    | 0     | 1      | 1  |
| Total | Total         | 26   | 25    | 25     | 76 |

## Participantes
Um total de 192 atletas de 25 nacionalidades participaram do evento.
- Bahrein (5)
- Camboja (5)
- China (19)
- Taipé Chinesa (6)
- Hong Kong (5)
- Índia (11)
- Indonésia (5)
- Iraque (2)
- Japão (12)
- Jordânia (2)
- Cazaquistão (18)
- Kuwait (8)
- Quirguistão (2)
- Laos (5)
- Líbano (3)
- Malásia (9)
- Maldivas (2)
- Omã (2)
- Paquistão (2)
- Catar (6)
- Singapura (6)
- Síria (2)
- Tajiquistão (3)
- Tailândia (46)
- Uzbequistão (6)

Legenda
| Recorde mundial       | Recorde mundial (World record)               |                       | Recorde africano                      | Recorde africano (African) |                                           | Q | Classificado por posição (Qualified) |
| Recorde do campeonato | Recorde do campeonato (Championship record)  | Recorde da América    | Recorde da América (Americas)         | q                          | Classificado por melhor tempo (Qualified) |   |                                      |
| Melhor marca do ano   | Melhor marca do ano (World leading)          | Recorde asiático      | Recorde asiático (Asian)              | DNS                        | Não largou (Did not start)                |   |                                      |
| Recorde nacional      | Recorde nacional (National record)           | Recorde europeu       | Recorde europeu (European)            | DNF                        | Não terminou (Did not finish)             |   |                                      |
| Recorde pessoal       | Recorde pessoal do atleta (Personal best)    | Recorde da Oceania    | Recorde da Oceania (Oceania)          | DSQ / DQ                   | Desclassificado (Disqualified)            |   |                                      |
| Recorde da temporada  | Recorde da temporada do atleta (Season best) | Recorde sul-americano | Recorde sul-americano (South America) | NM                         | Sem marca (No mark)                       |   |                                      |